# İsmayıl Zülfüqarlı
İsmayıl Ömər oğlu Zülfüqarlı (* 16. April 2001 in Bərdə) ist ein aserbaidschanischer Fußballspieler.

## Karriere

### Verein
Ab 2011 spielte Zülfüqarlı in der Jugend vom Neftçi Baku und unterzeichnete dort auch im Sommer 2019 seinen ersten Profivertrag. Sein Erstligadebüt gab er am 19. August 2019 bei einem Spiel gegen Sabah FK (1:1). Am Ende der Spielzeit 2020/21 konnte er dann erstmals die nationale Meisterschaft feiern.

### Nationalmannschaft
Von 2017 bis 2022 war Zülfüqarlı für diverse Jugendnationalmannschaften Aserbaidschans aktiv, zuletzt für die U-21-Auswahl seines Landes.

## Erfolge
Neftçi Baku
- Aserbaidschanischer Meister: 2021